# Club de Regatas Vasco da Gama (África do Sul)
O Club de Regatas Vasco da Gama foi um clube de futebol sul-africano, sediado em Parrow, um subúrbio da Cidade do Cabo, capital legislativa do país.

## História
Foi fundado no ano de 1980, por integrantes da comunidade portuguesa na África do Sul, em homenagem ao clube brasileiro homônimo, o qual também copiou o uniforme com a faixa transversal no peito e a Cruz de Malta (ou Cruz Pátea). Principalmente um clube da liga menor, o Vasco foi promovido à National First Division, a segunda divisão da África do Sul, em 2003, após ser coroado campeão da Segunda Divisão da Vodacom. Em sua primeira temporada na NFD ele terminou em quinto.[carece de fontes?]
Depois de uma temporada de sucesso em 2005-06, o Vasco disputou a promoção, derrotando o Bush Bucks na semifinal. Eles perderam por 1 a 0 na final dos playoffs para o Benoni Premier United, que incluía os jogadores do Bafana Bafana, Bernard Parker e Tsepo Masilela. Em 2008 venceram a Liga Vodacom e recuperaram mais uma vez a promoção à Primeira Divisão Nacional.[carece de fontes?]
O Vasco garantiu a promoção à Premier Soccer League (PSL) ao vencer o Black Leopards por 2 a 1 (3 a 2 no total) no play-off de promoção em 7 de março de 2010. Depois de apenas uma temporada no PSL, foi rebaixado após terminar em 15º lugar.[carece de fontes?]
No final da temporada 2015-16 a equipe mudou-se para a cidade de Stellenbosch e desapareceu para dar lugar ao Stellenbosch FC enquanto jogava na Primeira Divisão Sul-Africana.